# Hökarängen
Hökarängen – dzielnica (stadsdel) Sztokholmu, położona w jego południowej części (Söderort) i wchodząca w skład stadsdelsområde Farsta. Graniczy z dzielnicami Gubbängen, Sköndal, Farsta i Fagersjö.
Według danych opublikowanych przez gminę Sztokholm, 31 grudnia 2020 r. Hökarängen liczyło 10 359 mieszkańców. Powierzchnia dzielnicy wynosi 1,44 km².
Hökarängen jest jedną ze stacji na zielonej linii (T18) sztokholmskiego metra.